# Kringvarp Føroya
Kringvarp Føroya (KvF) est une entreprise publique chargée de la radio-télédiffusion aux Îles Féroé, un archipel formant un territoire autonome du Danemark. Elle est issue de la fusion, en 2005, de Útvarp Føroya (« Radio féroïenne »), entreprise fondée en 1957, et de Sjónvarp Føroya (« Télévision féroïenne »), entreprise fondée en 1981. Son siège est à Tórshavn.
La décision de fusionner ces deux entités, prise en 2004 par le ministre de la culture de l'époque, Jógvan á Lakjuni, est devenue effective le 1er janvier 2005. 
Elle est membre-associé de l'Union européenne de radio-télévision (UER) et est membre-associé du réseau Nordvision, qui regroupe les entreprises de radio-télévision publiques scandinaves. 
Tout comme Kalaallit Nunaata Radioa (radio-télévision groenlandaise), elle fonctionne en partenariat avec Danmarks Radio.